# Kurt Elling
Kurt Elling (Chicago, 2 de noviembre de 1967) es un cantante estadounidense de jazz.

## Biografía
Kurt Elling comenzó su relación con la música cantando en la iglesia y en los coros de la escuela. En 1989 se graduó en el Gustavus Adolphus College (de St. Peter, Minnesota), para enrolarse en la Divinity School de la Universidad de Chicago, que abandonó en 1992, un año antes de finalizar sus estudios.
En 1995, tras enviar una demo, es contratado por el famoso sello de jazz Blue Note, que le editó su primer disco, titulado Close your eyes. Elling comienza con esta grabación a atraer la atención de la prensa especializada, no solo por su talento y original estilo, sino por la calidad de sus músicos acompañantes, especialmente el pianista Laurence Hobgood, que se convierte en un elemento imprescindible en la carrera de Elling. En 1997 publica The messenger, con un éxito aún mayor de crítica y público. Un año más tarde, contrae matrimonio y publica This time is love, un álbum que obtiene una nominación al Grammy. Con la entrada del nuevo siglo, Elling edita un disco en directo, Live in Chicago, que ve su continuación en 2001 con su proyecto más ambicioso y satisfactorio, Flirting with twilight. En 2003 publica Man in the air y en 2007 Nigtmoves. Sus últimos álbumes hasta la fecha son "Secrets are the Best Stories" (publicado en 2020), "SuperBlue" (publicado en 2021),  que implicó un giro de 180 grados en la carrera presentando una propia marca de Funk progresivo en colaboración con el guitarrista Charlie Hunter, aplicando toques jazzísticos que caracterizan a Elling, y "SuperBlue: The Iridescent Spree", su álbum-secuela. Su último trabajo es "Wildflowers Vol.1", Junto con Sullivan Fortner al piano.
Elling desarrolla además una amplia labor como autor de obras teatrales multidisciplinares para el teatro Steppenwolf de la ciudad de Chicago y es miembro de la National Academy of Recording Arts and Sciences. Ha recibido cuatro nominaciones al Grammy en la categoría «Mejor álbum de jazz vocal» (por Close your eyes, The messenger, This time it’s love y Nightmoves), ha sido elegido por tres años consecutivos «Mejor cantante de jazz» por los lectores de las revistas Down Beat y JazzTimes y ha participado en los festivales de jazz más importantes del mundo.
En 2008 su banda estab formada, además de por su inseparable pianista Laurence Hobgood, por el contrabajista Rob Armster y el baterista Kobie Watkins, con quienes Elling efectúa conciertos regulares en el club Green Mill (de Chicago) cuando no está de gira.

## Valoración
Kurt Elling está considerado por un amplio número de críticos como el más importante vocalista de jazz del momento. Con una voz de barítono con la que abarca cuatro octavas, Elling hace gala de una técnica asombrosa en sus ejecuciones e improvisaciones, mostrando un dominio técnico absoluto a nivel rítmico, tímbrico, dinámico y de fraseo que lo acerca más al prototipo del instrumentista virtuoso que al de cantante al uso.
Entre sus principales aportaciones figuran sus interpretaciones «vocalese», esto es, el arte de escribir letras a solos improvisados de artistas de jazz. Tras las contribuciones de pioneros como Eddie Jefferson, King Pleasure, y Jon Hendricks, las aportaciones de Elling se sitúan entre las más logradas e impactantes dentro de la técnica, e incluyen frecuentemente referencias a autores Rilke, Marcel Proust o Pablo Neruda. Elling ha escrito letras para famosas improvisaciones de músicos como Wayne Shorter, Keith Jarret, Dexter Gordon, Pat Metheny o Charlie Haden, entre otros.
Las particularidades técnicas y estilísticas de Kurt Elling hacen de él un artista único en su género, pero entre las influencias que el propio Elling admite abiertamente se encuentran el cantante Mark Murphy y el cantante y trompetista Chet Baker.

## Discografía
- 1995: Close your eyes (Blue Note).
- 1997: The messenger (Blue Note).
- 1998: This time it's love (Blue Note).
- 2000: Live in Chicago (Blue Note).
- 2000: Live in Chicago out takes (Blue Note).
- 2001: Flirting with twilight (Blue Note).
- 2003: Man in the air (Blue Note).
- 2007: Nightmoves (Concord).
- 2011: The Gate (Concord).
- 2015: Passion World (Concord).
- 2016: Upward Spiral (with Joey Calderazzo, Eric Revis & Justin Faulkner)
- 2016  The Beautiful Day
- 2018  American Tune (Single)
- 2018  A Happy Day (Feat. Stu Mindeman - Single)
- 2018  The Questions
- 2018  The Questions (Live)
- 2019  Live in New York
- 2020  A Certain Continuum (Single)
- 2020  Song of the Rio Grande (For Oscar and Valeria Martinez Ramirez)
- 2020  Esperanto (Single)
- 2020  Overjoyed (Single)
- 2020  Secrets are the Best Stories
- 2021  Sassy (Single)
- 2021  Manic Panic Epiphanic (Single)

## Colaboraciones
Kurt Elling ha grabado o actuado junto a David Amram, Bob Belden, Joanne Brackeen, Oscar Brown, Jr., Billy Corgan, Orbert Davis, George Freeman, Buddy Guy, Jon Hendricks, Charlie Hunter, Randy Bachman, Bob Mintzer, Rex Richardson, Bob Sheppard, Terrence Blanchard, Dave Brubeck, Benny Golson, Jon Hendricks, Fred Hersch, Charlie Hunter, Al Jarreau, David Liebman, Joe Lovano, Christian McBride, Marian McPartland, The Bob Mintzer Big Band, Mark Murphy, John Pizzarelli, Kurt Rosenwinkel, The Yellowjackets, Liquid Soul o Herbie Hancock. Asimismo ha reunido en torno a sí a Jon Hendricks, Mark Murphy y Kevin Mahogany para formar el proyecto Four Brothers.